# Sportherz
Als Sportherz, Sportlerherz oder Athletenherz wird in der Sportmedizin eine Vergrößerung des Herzens (Kardiomegalie) bezeichnet, die durch körperliches Training im Rahmen von Leistungssport, insbesondere Ausdauersport, bedingt ist.
Intensives körperliches Training führt zu einer Vermehrung der Muskelmasse (Muskelaufbau). Dies gilt nicht nur für die Skelettmuskulatur, sondern auch für den Herzmuskel. Diese Hypertrophie des Herzmuskels gilt als angemessene physiologische Antwort auf eine vermehrte Belastung. Die durch Sport herbeigeführte Herzvergrößerung birgt für den Sportler nach bisherigen wissenschaftlichen Erkenntnissen kein Gesundheitsrisiko.
Darüber hinaus kommt es beim Sportler zu typischen, direkt oder indirekt durch den Sport hervorgerufenen, pathologischen Veränderungen. Diese können durch eine der erhöhten Belastung angemessene gesundheitliche Überwachung weitestgehend vermieden werden. Physiologische und pathologische Veränderungen können sich überlagern.

## Geschichte und Bezeichnung
1899 stellte der schwedische Arzt Salomon Eberhard Henschen durch Perkussion des Brustkorbs bei finnischen Skilangläufern vor und nach dem Wettkampf eine Herzvergrößerung fest. Er kam zu dem Schluss, dass ein durch Training vergrößertes Herz mehr leisten könne als ein untrainiertes Herz von normaler Größe. Dies wird „Athletenherz“, „Sportlerherz“, „Sportherz“ oder „Leistungsherz“ genannt. Der englische Ausdruck lautet „athlete’s heart“. Medizinische Wissenschaftler beobachteten auch, dass nach völliger körperlicher Erschöpfung eine zusätzliche Vergrößerung des Herzens folgte, und werteten dies als Herzversagen. Diese Beobachtung wurde viele Jahre als falsch angesehen, bis im Jahre 2000 echokardiografische Untersuchungen an Triathleten nach längerfristiger körperlicher Erschöpfung im Rahmen von Wettkämpfen eine vorübergehende Vergrößerung der linken Herzkammer mit Leistungsminderung dokumentieren konnten. Das Athletenherz findet sich nur bei Sportlern mit Ausdauertraining, und umso wahrscheinlicher, je mehr Muskeln sie einsetzen.

## Training
Dauer und Art des körperlichen Trainings beeinflussen das Ausmaß der Veränderungen von Herzgröße und -struktur. Kurzzeittraining vermag zwar noch nicht die Größe des Herzens zu beeinflussen, wohl aber den maximalen Sauerstoffverbrauch und die submaximale Herzfrequenz zu verbessern.
Langzeittraining hingegen erzeugt eine Vergrößerung der linken Herzkammer, die sich nach Beendigung des Trainings ohne schädliche Auswirkungen vollständig zurückbildet. Spezielle Arten des Trainings determinieren zwar die strukturellen Veränderungen des Herzmuskels, aber das Ausmaß der Reaktion auf Training variiert individuell beträchtlich. Im Allgemeinen ist die Herzfrequenz in Ruhe auch bei durchschnittlich trainierten Ausdauersportlern deutlich niedriger als bei Untrainierten und kann dann im Bereich von 30 bis 50 Schlägen pro Minute liegen.

## Exzentrische und konzentrische Hypertrophie
Isoton, also dynamisch, trainierende Sportler entwickeln häufig eine exzentrische Herzmuskelhypertrophie. Die Wanddicken steigen ebenso wie das enddiastolische Volumen gering an, wodurch das Verhältnis von Volumen und Wanddicke der linken Herzkammer normal bleibt.
Im pathologischen Falle findet man bei diesen Sportlern häufiger mehrfache Herzklappeninsuffizienzen gleichzeitig, bei den beiden Segelklappen wahrscheinlich durch eine Dehnung ihrer Ringe.
Im Gegensatz dazu bekommen Sportler mit einem isometrischen, also statischen, Training eine konzentrische Herzmuskelhypertrophie, also eine gleichmäßige Wandverdickung aller Herzmuskelabschnitte der linken Herzkammer.
Bei der konzentrischen Hypertrophie tritt keine Veränderung der Dehnbarkeit (Compliance) der linken Herzkammer auf, anders aber bei Sportlern, die anabole Steroide einnehmen. In Studien konnte gezeigt werden, dass diese Doping-Substanzen die normale physiologische Hypertrophie verändern und zu einer pathologischen „Versteifung“ des Herzmuskels führen. Diese Verminderung der Dehnbarkeit (Compliance) der linken Herzkammer kann eine Vorstufe einer diastolischen Herzinsuffizienz darstellen.

## Auswirkungen von Training
Es gibt keine Hinweise, dass körperliches Training ein gesundes Herz schädigen kann. Ganz im Gegenteil führt Training zu einer verbesserten funktionellen Leistungsfähigkeit des Herzens mit größerem Schlagvolumen und Herzzeitvolumen. Darüber hinaus sind eine Verminderung der Sympathikusaktivität und vor allem eine Aktivierung des parasympathischen Nervensystems zu beobachten.

## Körperliche Untersuchung
Oft ist es schwierig, physiologische Anpassungsvorgänge bei Sportlern von Veränderungen mit Krankheitswert zu unterscheiden, die bei Sportlern genauso häufig wie in der Normalbevölkerung vorkommen. Hierzu dienen die einfache körperliche Untersuchung und ergänzende apparative Untersuchungsmethoden.
Bei der körperlichen Untersuchung von Leistungssportlern fallen eine Ruhebradykardie durch erhöhten Vagotonus und eine besonders ausgeprägte respiratorische Herzfrequenzvariation auf. Solange keine Beschwerden damit verbunden sind, können selbst so niedrige Herzfrequenzen wie 30 bis 40 Schläge pro Minute toleriert werden. Auffällig sind außerdem ein etwas verlagerter Herzspitzenstoß, ein dritter und vierter Herzton (besonders im Liegen) sowie systolische Herzgeräusche – alles normal bei Leistungssportlern.

## Apparative Untersuchungen

### Elektrokardiografie (EKG)
Bei Hochleistungssportlern finden sich oftmals EKG-Veränderungen. Entsprechend ihrem erhöhten Vagotonus gehören hierzu eine Sinusbradykardie mit Pausen und Ersatzrhythmen sowie atrioventrikuläre Blockbilder ersten und zweiten Grades vom Typ Mobitz I. Durch körperliche Belastung oder die Gabe von Atropin können diese Veränderungen leicht beendet werden. Zeichen der linksventrikulären Hypertrophie stellen die hohen Amplituden der Erregungskurve dar. Die pseudoischämische Erregungsrückbildungsstörung kann eine Außenschichtschädigung des Herzmuskels, wie sie durch eine koronare Durchblutungsstörung hervorgerufen wird, oder eine Herzbeutelentzündung vortäuschen und sollte durch ein Belastungs-EKG weiter abgeklärt werden.

### Röntgen
Im Röntgenbild des Brustkorbs zeigt sich eine Herzvergrößerung mit einem Verhältnis von Herz- zu Thoraxbreite von 0,5 bis 0,6, was in diesem Fall nicht als pathologisch anzusehen ist.

### Echokardiografie – Herzecho
Am besten geeignet zur Beurteilung der Dimensionen des Herzens ist jedoch die Echokardiografie. Wichtig ist, die trainingsbedingte physiologische Herzmuskelhypertrophie von der angeborenen pathologischen hypertrophen Kardiomyopathie (HCM) zu unterscheiden, weil die HCM gerade bei körperlicher Anstrengung zu einer hohen Rate von plötzlichem Herztod bei jüngeren Menschen führt. Verdächtig sind eine asymmetrische Hypertrophie der linken Herzkammer und eine Wanddicke über 13 mm, wie sie bei Ausdauersportlern wie Radrennfahrern oder Ruderern übertroffen werden kann. In diesen Fällen wird eine Untersuchung von Verwandten und/oder ein vorläufiger Stopp des Trainings empfohlen, um zu sehen, ob sich eine Rückbildung der Wandverdickung einstellt. Wenn diese ausbleibt oder wenn es unklare plötzliche Todesfälle in der Verwandtschaft gibt, sind eine HCM und somit ein ernstes Risiko für den Sportler wahrscheinlicher.
Die Echokardiografie deckt auch eine Erweiterung der Herzhöhlen auf und hilft bei der Abgrenzung zur dilatativen Kardiomyopathie. Meist bleibt der enddiastolische Durchmesser der linken Herzkammer unter 55 mm, selten übersteigt er 65 mm bei einzelnen Ausdauersportlern.

## Sport und Herzerkrankung
Auch beim Sportler kommen vorbestehende Herzerkrankungen wie in der Durchschnittsbevölkerung vor. Auch bei leichteren Erkrankungen des Herzens kann es unter Wettkampfbedingungen zu schweren Zwischenfällen kommen.
In sehr seltenen Fällen gibt es bei ausgeprägten Risikofaktoren wie starkem Nikotinabusus und schwerer Fettstoffwechselstörung und vor allem bei einer entsprechenden Vorgeschichte von Familienangehörigen die koronare Herzkrankheit auch bei jüngeren Sportlern. Angina Pectoris, Herzinfarkt und plötzlicher Herztod sind mögliche Folgen.
Ohne warnende Symptome tritt der plötzliche Herztod bei der hypertrophen Kardiomyopathie auf. Sie ist eine angeborene Erkrankung. Bei auffälligen EKG-Befunden, vorzeitigen unerwarteten und unklaren Todesfällen in der Familie und Synkopen muss nach dieser Erkrankung geforscht werden. Von dieser Erkrankung betroffenen Menschen dürfen keinen Leistungssport mehr ausüben.
Als wesentlich gefährlicher, aber in Mitteleuropa seltener, gilt die arrhythmogene rechtsventrikuläre Kardiomyopathie, eine angeborene Erkrankung, in deren Verlauf es zu einer fettigen Umbildung v. a. der rechten Herzkammer kommt, und die bei Sport tödliche Herzrhythmusstörungen hervorrufen kann. Leistungssportler mit Beinahe-Herztod müssen abtrainieren und bekommen einen Rhythmuswächter implantiert.
Nach fieberhaften banalen Infekten kann es zu einer Herzmuskelentzündung kommen. Bei körperlicher Belastung können lebensbedrohliche Herzrhythmusstörungen auftreten. Eine Folgeerkrankung stellt die dilatative Kardiomyopathie dar, die bei körperlicher Anstrengung tödliche Herzrhythmusstörungen zur Folge haben kann. Deshalb sollte bei Herzrhythmusstörungen unter Belastung und Herzbeschwerden nach Infektionskrankheiten eine längere Trainingspause eingehalten werden.
Angeborene Herzkrankheiten wie Anomalien der Herzkranzgefäße können bei Sportlern kritische Durchblutungsstörungen auslösen. Auch die Aortenstenose ist eine Risikoerkrankung für Sportler.
Hochgewachsene jugendliche Sportler, häufig Basketballer und Balletttänzer, können ein latentes Marfan-Syndrom haben und beim Sport eine Aortenruptur erleiden. Bei schlagartig einsetzenden und heftigen Herzschmerzen darf deshalb keine Zeit verloren werden, bis diese Verdachtsdiagnose notfallmäßig ausgeschlossen oder bestätigt werden kann.
Ionenkanaldefekte, die heute zu den primären Kardiomyopathien gerechnet werden, können bei körperlicher Belastung zu Herzrhythmusstörungen und plötzlichem Herztod führen.